# Proletarske
Proletarske (ukrainisch Пролетарське – ukrainisch offiziell seit dem 12. Mai 2016 Pjatypillja/П'ятипілля; russisch Пролетарское/Proletarskoje) ist eine Siedlung städtischen Typs im Osten der Ukraine in der Oblast Donezk mit etwa 3200 Einwohnern.

## Geographie
Die Siedlung städtischen Typs liegt im Donezbecken, etwa 17 Kilometer östlich vom Oblastzentrum Donezk und 11 Kilometer östlich vom Stadtzentrum von Makijiwka, zu dessen Stadtkreis sie zählt, entfernt.
Zur Siedlungsratsgemeinde von Proletarske, welche verwaltungstechnisch dem Stadtrajon Hirnyz innerhalb von Makijiwka zugeordnet ist, zählen noch die Siedlungen städtischen Typs Wuhljar, Husselske, Kolosnykowe und Swerdlowe sowie die Dörfer Molotscharka (ukrainisch Молочарка) und Schewtschenko (ukrainisch Шевченко).

## Geschichte
Der Ort entstand im Zuge des Kohlebergbaus in der Region und trug zunächst den Namen Pjatipole, wurde später in Proletarskij umbenannt, 1956 bekam Proletarske den Status einer Siedlung städtischen Typs, seit Sommer 2014 ist der Ort im Verlauf des Ukrainekrieges durch Separatisten der Volksrepublik Donezk besetzt.